# Gart Westerhout

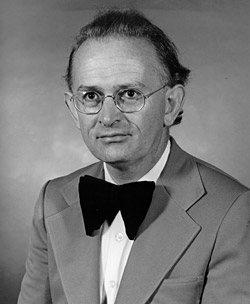
Gart Westerhout

Gart Westerhout (* 15. Juni 1927 in Den Haag, Niederlande; † 14. Oktober 2012 in Catonsville, USA) war ein niederländischer Astronom.
Noch bevor Westerhout seine Studien an der Universität Leiden absolvierte, war er bereits international ein anerkannter Radioastronom, der sich auf Radioquellen in der Milchstraße spezialisierte, die im Bereich der HI-Linie bei 21 cm strahlen. Er emigrierte in die USA und hatte wichtige wissenschaftliche Stellungen in Akademien und Instituten von Bundesbehörden inne.
Gart studierte an der Universität von Leiden (Sterrewacht te Leiden) zusammen mit Hendrik Christoffel van de Hulst und Jan Hendrik Oort. Weitere Kollegen von ihm waren u. a. Hugo van Woerden, C. Lex Muller, Maarten Schmidt, Kwee Kiem King, Lodewijk Woltjer und Charles L. Seeger, Jr. Während des Studiums arbeiteten mit ihm Wim Brouw, Mike Davis, Ernst Raimond, Whitney Shane und Jaap Tinbergen (1934–2010) zusammen.
1950 erhielt er den Cand. für Physik und Astronomie, den Drs. 1954 und den Ph.D. 1958.
Bemerkenswerte wissenschaftliche Errungenschaften von ihm sind unter anderem der Westerhout Catalog von Radioquellen, der Nummerierung nach dem „W“ noch heute in Gebrauch ist und die Forschungen an der HI-Linie. Seine Pionierarbeiten mit Kollegen zeigte als erstes Anzeichen einer Spiralstruktur bei interstellarem Gas und einer differentiellen Rotation in unserer Milchstraße. Ferner etablierte er das nun standardisierte galaktische Koordinatensystem mit den Nullpunkten für Länge und Breite.
Während er in Leiden war, war er von 1952 bis 1956 Assistent, Scientific Officer (1956–59) und Chief Scientific Officer (1959–62). 1962 war er neuer Direktor an der University of Maryland. Er trieb die Erforschung der HI-Linie voran, was zur Maryland-Green Bank Galactic 21-cm Line Survey führte.
Westerhout blieb bis 1973 in Maryland und war von 1972 bis 1973 noch Vorsitzender der Division of Mathematical & Physical Sciences and Engineering. Von 1973 bis 1977 war er Professor für Astronomie an der University of Maryland und zeitweise Gastprofessor am Max-Planck-Institut für Radioastronomie (MPIfR) in Bonn von 1973 bis 1974.
Von 1977 bis 1993 war er wissenschaftlicher Chef am U.S. Naval Observatory in Washington, D.C.
Westerhout starb am 14. Oktober 2012 an einer Herzinsuffizienz in Catonsville, Maryland. Er hinterließ 4 Kinder.
Als Edward L. G. Bowell den Asteroiden (5105) Westerhout entdeckte, wurde er nach ihm benannt.

## Auszeichnungen
NATO Fellowship, CSIRO (Australia) Fellowship, Award for the Teaching of Science, Washington Academy of Sciences, Humboldt-Preis, Auflistung in Outstanding Educators of America, American Men and Women in Science, Who's Who in America

## Bibliographie (Auswahl)
- „The Radio Galaxy,“ Sci. Am., 201, 45, 1959.
- „The Mapping of the Galaxy,“ In Tomorrow was Yesterday, C.B.S., George Braziller, New York, 1964.
- „Distribution of Interstellar Hydrogen,“ (with F. J. Kerr), ch. 8, in Stars and Stellar Systems, vol. 5, p.166, Univ. of Chicago Press, 1965.
- „Radio Emission of the Galaxy,“ Comm. 40 report, IAU Trans. XII A, Acad. Press, 1965.
- „Galactic Radio Astronomy,“ Comm. 40 reports on Astronomy, lAU Trans. XIVA, 460, Reidel, Dordrecht - Holland, 1970.
- „Galactic Radio Emission in the 21-cm Line and the Continuum,“ In Galactic Astronomy, ed. H. Y. Chiu and A. Muriel, p. 147–190, Gordon and Breach, 1971.